# Spia dell'olio

Spia dell'olio

La spia dell'olio è un dispositivo di segnalazione luminoso presente su automobili, motociclette e motorini, volto ad avvisare il conducente del veicolo di una condizione non ottimale riguardante l'olio motore, il cui significato cambia a seconda del tipo di motore.

## Verifica del funzionamento della spia
Per assicurare il funzionamento di tale spia, all'accensione del quadro strumenti del veicolo essa si accende assieme alle altre spie della strumentazione, tuttavia è necessario che all'avvio del motore (o inserimento della marcia in alcuni casi) queste spie si spengano, poiché il loro permanere in uno stato di accensione indica un problema segnalato dalle spie rimaste accese. Se la spia dell'olio rimane accesa anche dopo l'avvio del motore, è importante spegnere immediatamente il motore per evitare danni irreparabili. Questo potrebbe indicare una significativa perdita di pressione dell'olio, che può causare gravi danni ai componenti interni del motore.

## Motore a quattro tempi
Questa spia è presente sui motori che per la lubrificazione del motore utilizzano la pompa di mandata dell'olio, la quale manda in pressione l'olio in modo che questo raggiunga tutte le parti del motore. La spia dell'olio ha il compito di segnalare l'insufficiente pressione dell'olio. Quest'insufficienza di pressione può essere data da:
- rottura della pompa di mandata;
- malfunzionamento di una eventuale valvola limitatrice di pressione;
- mancato arrivo dell'olio alla pompa di mandata.

È intuitivo come tale spia non riesca a segnalare un livello d'olio inferiore al livello minimo richiesto, a meno che non scenda di molto sotto a tale livello, per questo motivo, per i motori a quattro tempi è prevista la presenza di un'asta di campionatura, la quale è munita di segni, sia per il livello massimo, che per il livello minimo e che viene introdotta nel serbatoio dell'olio per verificarne la quantità manualmente o la presenza dell'oblò, che permette di verificare il livello dell'olio con solo la sua visione.
Questa spia dell'olio (pressione) non è presente nei motori sprovvisti di tale pompa di mandata, dato che non ne hanno bisogno, o nei compressori dell'aria, ma rimane il sistema di controllo del livello tramite asta, oblò o entrambi.

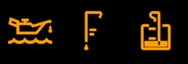
Spia del livello minimo d'olio

A partire dal terzo millennio sono comparse alcune vetture che sono dotate di sensori del livello d'olio, permettendo quindi di venire avvertiti se il livello d'olio scenda sotto un determinato valore, altri sistemi invece sono dotati di calendari chilometrici, che mandano un allarme o messaggio per il rabbocco dell'olio o la sua sostituzione.

## Motore a due tempi
Nei motori con miscelazione automatica, attuata da un miscelatore, tale spia ha il compito di segnalare lo scarso livello dell'olio, presente nell'apposito serbatoio e che potrebbe portare all'esaurimento dell'olio durante la marcia e una ridotta immissione d'olio nel motore.